# Taquet bas (diacritique)
Cette page contient des caractères spéciaux ou non latins. S’ils s’affichent mal (▯, ?, etc.), consultez la page d’aide Unicode.
Le taquet bas est un signe diacritique utilisé dans l’alphabet phonétique international pour indiquer qu’une voyelle est plus ouverte ou qu’une consonne est descendue, ou dans la transcription de John Peabody Harrington (en) pour indiquer un ton moyen. Dans l’alphabet phonétique international, il peut être à la droite ‹ ◌˕ ›, au-dessous ‹ ◌̞ ›, ou au-dessus du symbole de la voyelle ou consonne ou souscrit à celle-ci.
Lors de la convention de Kiel de l’Association phonétique internationale, le forme ◌̞ est adoptée comme symbole pour indiquer une pronociation de voyelles légèrement plus basses, c’est-à-dire plus ouverte, par exemple la voyelle moyenne antérieure non arrondie [e̞], et pour les consonnes comme la consonne spirante bilabiale voisée [β̞], la consonne fricative alvéolaire voisée [ɹ̞], et la consonne spirante uvulaire voisée [ʁ̞]. Auparavant, l’ogonek, parfois remplacé par demi-rond gauche, était utilisé.